# Jeanne II de Chalon-Tonnerre
Jeanne II de Chalon, dite Mme de Bonrepos, née vers 1388 et morte le 16 juin 1451 à Ligny-le-Châtel, est une aristocrate bourguignonne, héritière du comté de Tonnerre, issu de la tige des tige des Chalon-Auxerre-Tonnerre.

## Biographie

### Origines
La date de naissance de Jeanne de Chalon n'est pas précisément connue. Elle pourrait être placée vers 1388,. Il est un fils cadet de Louis Ier de Chalon († 1398), comte de Tonnerre, et de sa première épouse Marie de Parthenay, fille de Guillaume VII de Parthenay-Larchevêque et Jeanne de Mathefelon,,.
Elle a a notamment pour frère, Louis II († 1422/25), héritier de Tonnerre, et Hugues († 1415), ainsi que Marguerite,.

### Contestation d'héritage face à son frère aîné
Jeanne est mariée par contrat, alors qu'elle a douze ans, le 19 août 1400, à Jean (II) de La Baume († 1418), seigneur de Bonrepos (Bon Repos), fils aîné du maréchal Jean de La Baume,. Ce mariage très jeune est présenté par Caron (1980) comme une manière de son frère Louis II de « se débarrasser d'elle », tout comme sa cadette qui placée à l'hôtel-Dieu Notre-Dame-des-Fontenilles.
Son frère ne semble pas presser qu'elle obtienne sa part d'héritage, elle obtient « à titre de provision » la châtellenie d'Argenteuil, . Dès 1405, avec le soutien de son mari, elle s'oppose à son frère aîné afin d'obtenir une part des revenus du Tonnerrois,. En 1407, selon un arrêt du parlement, produite dans les Cartulaires de Pithou, bailli de Tonnerre, les juristes rappelle qu'un titre comtal ne peut être partagé, mais que les revenus pouvaient l'être. Elle obtient au mois de décembre que « son frère [doit] lui payer l'arriéré depuis la mort de leur père ». Ce dernier ne lui payant pas la somme, elle séquestre Ligny.
Ses trois frères ont apporté leur soutien au duc d'Orléans et Charles VII contre les ducs de Bourgogne,. Ce choix d'alliance amène les Chalon-Auxerre-Tonnerre à la perte de leurs possessions en Franche-Comté et à la confiscation provisoire du comté de Tonnerre.
Son époux meurt en 1418. Deux ans plus tard, elle quitte Bonrepos et en 1423 elle renonce à tous les droits qu'elle a sur les biens de son époux. Elle cherche cependant à 
Son frère aîné, Louis II meurt vers 1422/24. Ses deux autres frères étant morts, Jean († 1415) et Hugues († apr. 1418), Tonnerre, ainsi que les baronnies de Cruzy, Laignes et Griselles reviennent aux deux sœurs,. Jeanne va chercher à faire valoir ses droits sur le comté, se présentant comme l'héritière de ses frères.

### Conflit de succession avec sa sœur
Après le traité d'Arras (1435), le duc de Bourgogne abandonne ses droits sur plusieurs terres, notamment Tonnerre qui revient à Jeanne. En rentrant à nouveau dans le giron de la maison de Chalon, le comté échappe à Marguerite de Bourgogne, fille aînée du duc Jean sans Peur et épouse  connétable de Richemont (Arthur III de Bretagne). Ce dernier passe une transaction avec Jeanne, l'invitant à renoncer sur la succession de son oncle, Jean II de Parthenay-l'Archevêque† , mort sans héritier, et s'engageant à abandonner les siens sur Tonnerre.
Jeanne partage les biens hérités de ses frères en cédant « sa moitié » à sa sœur, Marguerite, « moyennant un faible prix en argent », et se conservant la baronnie de Ligny-le-Châtel, « qualifiée de vicomté » (Challe, 1875). Jeanne s'installe à Ligny, dans le seul château resté habitable. Le Tonnerois, malgré la paix, est appauvri et ruiné et des bandes armées agissent encore dans la région.
Un nouvel arrêt du parlement, du mois de juillet 1432, donne « à titre d'apanage, la septième partie de la valeur de tout le comté », obtenant les fiefs de « Ricey et Channes, la Chapelle-les-Flogny, Vertault, la prévôté de Marolles, Villiers-Vineux, Carisey et Vergigny ».
Le conflit de succession entre les deux sœurs semble prendre fin en 1440 en faveur de Marguerite, que Fromageot qualifie de « procédurière acharnée, fort âpre en affaires ». Marguerite fait « jouer en sa faveur le droit de « retrait lignager » ».

### Dernières années avant sa mort
Jean fils illégitime de Louis devient le compagnon de sa tante Jeanne vers la fin de sa vie, lui servant parfois de procureur ou de témoin. Il obtient d'elle les fiefs de Valençay en Berry (1434) et Ligny-le-Châtel (1439). Vivant à Paris, il épouse, en 1438, Jeanne l'Orfèvre, la fille d'un changeur parisien.
Son fils, comte de Montrevel, réclame son héritage, puis finit par lui confisquer son douaire. Elle part se réfugier à Chavannes, auprès de son parent, Louis II de Chalon-Arlay, seigneur d'Arlay et d'Arguel, prince d'Orange. En 1440, elle finit par lui vendre les derniers biens qu'elle possède.
En 1444, elle prête hommage à l'évêque de Langres. En janvier 1445, elle se trouve à Ligny-le-Châtel, où elle reçoit une lettre de protection royale. Seule, éloignée de sa famille, elle rédige son testament.
Jeanne de Chalon meurt le 16 juin 1451, à Ligny.
Sa sœur cadette, Marguerite, dame de St-Aignan et de Selles, épouse d'Olivier de Husson, l'un des plus grands seigneurs de la cour du roi Charles VII, hérite à son tour de Tonnerre. Le comté passe à la famille de Husson,.
Elle ne laisse à son fils que des droits sur le peu de biens qu'elle possède en Comté, puisque la plupart ont été confisqués, voire vendus par elle-même à son parent, le Prince d'Orange. Son neveu, le bâtard de Chalon, s'empare des richesses laissées au château.

## Famille
Jeanne est mariée par contrat le 19 août 1400 à Jean (II) de La Baume, seigneur de Bonrepos. Le couple a un fils :
- Claude de La Baume († apr. 1481), héritier notamment du titre de comte de Montrevel, de son grand-père Jean de La Baume[18], ∞ Gasparde de Lévis, fille de Philippe IV de Lévis-Mirepoix, vicomte de Lautrec, comte de Villars, sire de (La) Roche-en-Régnier.